# أناند راج أناند
أناند راج أناند (بالهندية: आनन्द राज आनन्द؛ بالإنجليزية: Anand Raj Anand) هو ملحن هندي، ولد في 1950 في دلهي في الهند.

## وصلات خارجية
- أناند راج أناند على موقع IMDb (الإنجليزية)
- أناند راج أناند على موقع ميوزك برينز (الإنجليزية)
- أناند راج أناند على موقع ديسكوغز (الإنجليزية)